# Fábio Lago
Fábio de Souza Lago (Ilhéus, 13 de março de 1970) é um ator brasileiro.
Conhecido pela versatilidade em diversas áreas do entretenimento, tem a carreira marcada por papéis que vão da comédia ao drama. Ganhou notoriedade nacional ao interpretar o traficante Baiano no filme Tropa de Elite (2007). 
Logo após, vieram papéis de destaque na televisão, a começar pelo cômico Fabiano na telenovela Caras & Bocas (2009–10), pelo qual ganhou um Prêmio Arte Qualidade Brasil. Em seguida, destacou-se em outras novelas, como Cheias de Charme (2012) e O Outro Lado do Paraíso (2017–18) e na primeira fase do reboot de Renascer (2024), além de séries como Cidade Invisível (2021) e O Cangaceiro do Futuro (2023). No cinema, voltou a se destacar em produções como Assalto ao Banco Central (2011), Irmã Dulce (2014), Vai que Cola 2 – O Começo (2021) e Nosso Lar 2 (2024).
Lago iniciou a carreira nos palcos teatrais amadores de Salvador, durante sua adolescência, tendo posteriormente seguido para o Rio de Janeiro, tendo construído uma sólida carreira como ator profissional, e participado de peças de sucesso, como Pluft, o Fantasminha (1986), Dona Flor e Seus Dois Maridos (1992), Canudos: A Guerra do Sem Fim (1993), A Hora e Vez de Augusto Matraga (2007), Lampião e Lancelote (2014) e Grande Sertão: Veredas (2018).

## Biografia
Fábio Lago nasceu na cidade de Ilhéus, na Bahia, em 1973. Aos 16 anos, iniciou aulas de teatro, com o professor e diretor Pedro Mattos. Depois ingressou na Chocolate e Cia, grupo de Lamartini Ferreira, considerado um dos melhores grupos da região e assinou seu próprio projeto, junto à Fundação Cultural de Ilhéus, em 1992. Antes disso, porém, Fábio, menino pobre, vendia sanduíche natural e salada de fruta na praia para  ganhar a própria vida. Mas seu projeto cultural foi bem aceito e ele foi para Salvador, tornando-se tornou referência estadual.
Seu primeiro projeto cultural em Salvador foi uma participação na peça: Guerra de Canudos, onde estavam 42 atores e ele pode assim tomar contato com todo o ambiente cultural da capital baiana.

## Filmografia

### Televisão
| Ano  | Título                      | Personagem                               | Nota                                  |
| ---- | --------------------------- | ---------------------------------------- | ------------------------------------- |
| 1994 | Terça Nobre                 | Iago                                     | Episódio: "O Compadre de Ogum"        |
| 1998 | Danada de Sabida            | Julinho Quindim                          | Especial de fim de ano                |
| 1999 | Pecado Capital              | Januário                                 | Episódio: "7 de maio"                 |
| 1999 | Você Decide                 | Zé Gago                                  | Episódio: "O Rapto da Sogra"          |
| 2002 | O Quinto dos Infernos       | Gonzaguinha                              | Episódio: "20 de março"               |
| 2004 | Um Só Coração               | Miro                                     | Episódio: "7 de janeiro"              |
| 2004 | Da Cor do Pecado            | Sem-teto                                 | Episódio: "5 de abril"                |
| 2004 | Senhora do Destino          | Florisvaldo (jovem)                      | Episódios: "28–30 de junho"           |
| 2004 | A Grande Família            | Assaltante                               | Episódio: "Profissão: Safado"         |
| 2005 | A Diarista                  | Aldo                                     | Episódio: "Ipanema, 500 Metros"       |
| 2005 | Carandiru, Outras Histórias | Bom Cabelo                               | Episódio: "Pais e Filhos"             |
| 2005 | Carga Pesada                | Traficante                               | Episódio: "Arara Una"                 |
| 2005 | Cidade dos Homens           | Baiano                                   | Episódio: "A Fila"                    |
| 2005 | Bang Bang                   | Tim Jones                                | Episódio: "12 de novembro"            |
| 2006 | JK                          | Severino                                 |                                       |
| 2006 | A Diarista                  | Ripa                                     | Episódio: "Aquele da Pressa"          |
| 2006 | Alta Estação                | Zenildo Pereira (Zen)                    |                                       |
| 2008 | Faça Sua História           | Cacildo                                  |                                       |
| 2008 | Alice                       | Nadson                                   | Episódio: "O Lado Escuro do Espelho"  |
| 2009 | Caras & Bocas               | Fabiano dos Santos Ferreira              |                                       |
| 2010 | S.O.S. Emergência           | Enfº. Anderson                           |                                       |
| 2011 | Força-Tarefa                | Zé do Carmo                              | Episódio: "8 de dezembro"             |
| 2012 | Cheias de Charme            | Rivonaldo José Cordeiro de Jesus (Naldo) |                                       |
| 2013 | Louco por Elas              | Juca da Pamonha                          | Episódio: "Léo e Giovana não Lembram" |
| 2013 | Tapas & Beijos              | Palhares                                 | Episódio: "O Fiscal"                  |
| 2013 | O Canto da Sereia           | Vavá de Zefa                             |                                       |
| 2014 | Segunda Dama                | Tito                                     |                                       |
| 2014 | Super Chef Celebridades     | Participante                             | Temporada 3                           |
| 2014 | As Canalhas                 | Paulão                                   | Episódio: "Gracinha"                  |
| 2015 | A Regra do Jogo             | Oziel Dourado                            |                                       |
| 2016 | Segredos de Justiça         | Pedro                                    | Episódio: "Cale-se para Sempre"       |
| 2017 | O Outro Lado do Paraíso     | Nicácio Veiga Athaíde (Nick)             |                                       |
| 2019 | Amor de Mãe                 | Carlinhos Novaes                         | Episódios: "26–30 de dezembro"        |
| 2020 | Amor de Mãe                 | Carlinhos Novaes                         | Episódio: "14 de janeiro"             |
| 2021 | Cidade Invisível            | Iberê / Curupira                         |                                       |
| 2021 | Dom                         | Ribeiro                                  |                                       |
| 2022 | O Cangaceiro do Futuro      | Coronel Tibúrcio                         |                                       |
| 2023 | Compro Likes                | Wagner Sampayo                           |                                       |
| 2024 | Justiça 2                   | Darlan                                   |                                       |
| 2024 | Renascer                    | Venâncio / Boi                           | Episódios: "22–27 de janeiro"         |
| 2024 | Volta por Cima              | Sebastião Mendes da Silva (Sebastian)    |                                       |

### Cinema
| Ano  | Título                        | Personagem                      | Nota           |
| ---- | ----------------------------- | ------------------------------- | -------------- |
| 1997 | 3 Histórias da Bahia          | Roupinol (Roupi)                |                |
| 2002 | Nada Sério                    |                                 |                |
| 2002 | O Condomínio                  |                                 | Curta-metragem |
| 2002 | Uma Estrela pra Ioiô          | Fabão                           | Curta-metragem |
| 2003 | O Caminho das Nuvens          | Neguiça                         |                |
| 2003 | No Elevador                   |                                 | Curta-metragem |
| 2004 | O Outro Lado da Rua           | Alex                            |                |
| 2005 | Noel - O Poeta da Vila        | Ademar Casé                     |                |
| 2005 | A Última do Amigo da Onça     | O Amigo da Onça                 | Curta-metragem |
| 2005 | Trabalho Noturno              |                                 | Curta-metragem |
| 2007 | A Grande Família - O Filme    | Manguaça                        |                |
| 2007 | Tropa de Elite                | Claudio Mendes de Lima (Baiano) |                |
| 2007 | Cidade dos Homens             | Ceará                           |                |
| 2011 | Assalto ao Banco Central      | Caetano                         |                |
| 2012 | Totalmente Inocentes          | Cabo Nervoso                    |                |
| 2012 | Xingu                         | Bamburra                        |                |
| 2013 | Nelson Ninguém                | Pai do Nelson                   |                |
| 2014 | Irmã Dulce                    | Neco                            |                |
| 2015 | Operações Especiais           | Moacir                          |                |
| 2017 | Entre Irmãs                   | Orelha                          |                |
| 2017 | Dona Flor e Seus Dois Maridos | Giovani Guimarães               |                |
| 2019 | Vai que Cola 2 – O Começo     | Tiziu do Salgueiro              |                |
| 2024 | Nosso Lar 2: Os Mensageiros   | Vicente                         |                |

## Teatro
- 1986 - Pluft, o Fantasminha
- 1987 - A Bruxinha Que Era Boa
- 1988 - O Curumim Invisível
- 1988 - Um Menino no Mundo da Lua
- 1989 - Lampiaço Rei do Cangão
- 1989 - O Rouxinol e o Imperador
- 1990 - A Árvore dos Mamulengos
- 1990 - Gabriela Cravo e Canela
- 1991 - O Príncipe Medroso
- 1992 - Dona Flor e Seus Dois Maridos
- 1992 - Os Saltimbancos
- 1993 - Canudos: A Guerra do Sem Fim
- 1993 - Era no Dois de Julho
- 1993 - O Casamento do Pequeno Burguês
- 1993 - Zás-Trás
- 1994 - Os Cafajestes
- 2000 - Rei Brasil 500 anos
- 2001 - Cambaio
- 2001 - lunct, Plact, Zum
- 2002 - A Missa dos Quilombos
- 2002 - Os Meus Balões
- 2002 - Um Pelo Outro
- 2003 - D. João VI
- 2004 - Havana Café
- 2004 - O Muro
- 2007 - A Hora e Vez de Augusto Matraga
- 2008 - Hamlet - Laerte
- 2008 - Os Cafajestes
- 2014 - Lampião e Lancelote
- 2018 - Grande Sertão: Veredas

## Prêmios e indicações
| Ano  | Premiação                               | Categoria                     | Nomeações                 | Resultado |
| ---- | --------------------------------------- | ----------------------------- | ------------------------- | --------- |
| 2006 | Mostra Internacional de Cinema da Bahia | Melhor Ator                   | A Última do Amigo da Onça | Venceu    |
| 2006 | Festival de Cinema de Juiz de Fora      | Melhor Ator                   | A Última do Amigo da Onça | Venceu    |
| 2009 | Prêmio Arte Qualidade Brasil            | Melhor Ator Revelação         | Caras & Bocas             | Venceu    |
| 2009 | Melhores do Ano                         | Melhor Ator Revelação         | Caras & Bocas             | Indicado  |
| 2009 | Prêmio Extra de Televisão               | Melhor Ator Coadjuvante       | Caras & Bocas             | Indicado  |
| 2010 | Prêmio Contigo! de TV                   | Melhor Ator Coadjuvante       | Caras & Bocas             | Indicado  |
| 2021 | Séries em Cena Awards                   | Melhor Ator em Série Nacional | Cidade Invisível          | Indicado  |